# Thomas Theodor Jaeger
Thomas Theodor Jaeger (1977 in Klagenfurt, Oostenrijk) is een Oostenrijks rechtsgeleerde. Hij is hoogleraar Europees recht aan de rechtsfaculteit van de Universiteit van Wenen en extern hoogleraar aan het Europacollege. Hij is ook voorzitter van de Oostenrijkse Vereniging voor Europees Recht (ÖGER), de Oostenrijkse brancheorganisatie van de Fédération Internationale Pour le Droit Européen (FIDE), een volwaardig lid van de Europese Academie voor Wetenschappen en Kunsten, en lid van de Adviesraad voor Europees Recht van het Federale Ministerie voor Europa, Integratie en Buitenlandse Zaken (BMeiA). Zijn onderzoek richt zich op Europees economisch recht, in het bijzonder de interne markt van de EU en mededinging, evenals intellectueel eigendomsrecht, buitenlandse handel en Europese rechtshandhaving en rechtspraak. Zijn interesse in recht komt voort uit het vermogen om de samenleving vorm te geven.

## Werk
Zijn geschreven werk omvat meer dan 300 afzonderlijke werken, waaronder verschillende monografieën en handboeken over Europees recht. Hij is de oprichter en mederedacteur van de jaarboekenserie over staatssteunrecht uitgegeven door de NWV (nu Verlag Österreich), mederedacteur van het Oostenrijkse commentaar op het VEU en het VWEU, mederedacteur van de vakbladen European State Aid Quarterly (EStAL) en Wirtschaftsrechtliche Blätter (wbl) en recensent van de internationale afdeling van het tijdschrift voor industriële eigendom en auteursrecht (GRUR Int.).
Jaeger heeft talrijke prijzen en onderscheidingen ontvangen, waaronder de Wolfgang Gassner-prijs van de International Fiscal Association (IFA) voor internationaal belastingrecht, de Walther Kastner-prijs van de Vereniging van Oostenrijkse banken en bankiers, de Walter Haslinger-prijs van de Walter Haslinger-stichting voor ondernemingsrecht en de prijs van de Vereniging van Oostenrijkse banken en bankiers voor ondernemingsrecht en bankrecht. In 2007 werd hij benoemd tot Honorary Fellow van de Association of Fellows and Legal Scholars van het Center for International Legal Studies (CILS), in 2024 werd hij benoemd tot Lid van Klasse V van de Europese Academie van Wetenschappen en Kunsten. In 2023 en 2024 was Jaeger lid van de vakjury van de Oostenrijkse Staatsprijs voor Europa.

## Oostenrijkse Vereniging voor Europees Recht
Jaeger is betrokken bij de Oostenrijkse Vereniging voor Europees Recht (ÖGER). Sinds 2018 is hij daarvan voorzitter en daarmee ook de Oostenrijkse vertegenwoordiger in de F.I.D.E. (Fédération Internationale Pour le Droit Européen). Sinds 1999 reikt de ÖGER de Jean Monnet Academic Prize for European Law uit voor uitmuntende juridische dissertaties op het gebied van Europees recht, die in een aparte serie worden uitgegeven door de uitgeverij NVW (nu Verlag Österreich). ÖGER is ook sponsor van de ÖGER Research Paper Series, waarin uitstekende papers over Europees recht worden gepubliceerd en die met name dient om jonge academici te promoten en bekend te maken.
Het belang van F.I.D.E. ligt vooral in de organisatie van haar congressen, die om de twee jaar in een andere lidstaat van de Europese Unie worden gehouden. Deze worden beschouwd als de belangrijkste congressen op het gebied van Europees recht. Ze omvatten presentaties van internationaal erkende geleerden in Europees recht en mensen die werkzaam zijn in de instellingen van de Europese Unie (in het bijzonder het Hof van Justitie van de Europese Unie). De F.I.D.E.-congressen dienen dus de internationale uitwisseling van ideeën tussen rechtsgeleerden en mensen uit de praktijk op het gebied van Europees recht.